# Discocactus placentiformis
Discocactus placentiformis är en kaktusväxtart som först beskrevs av Johann Georg Christian Lehmann, och fick sitt nu gällande namn av Karl Moritz Schumann. Discocactus placentiformis ingår i släktet Discocactus och familjen kaktusväxter. Inga underarter finns listade i Catalogue of Life.

## Bildgalleri

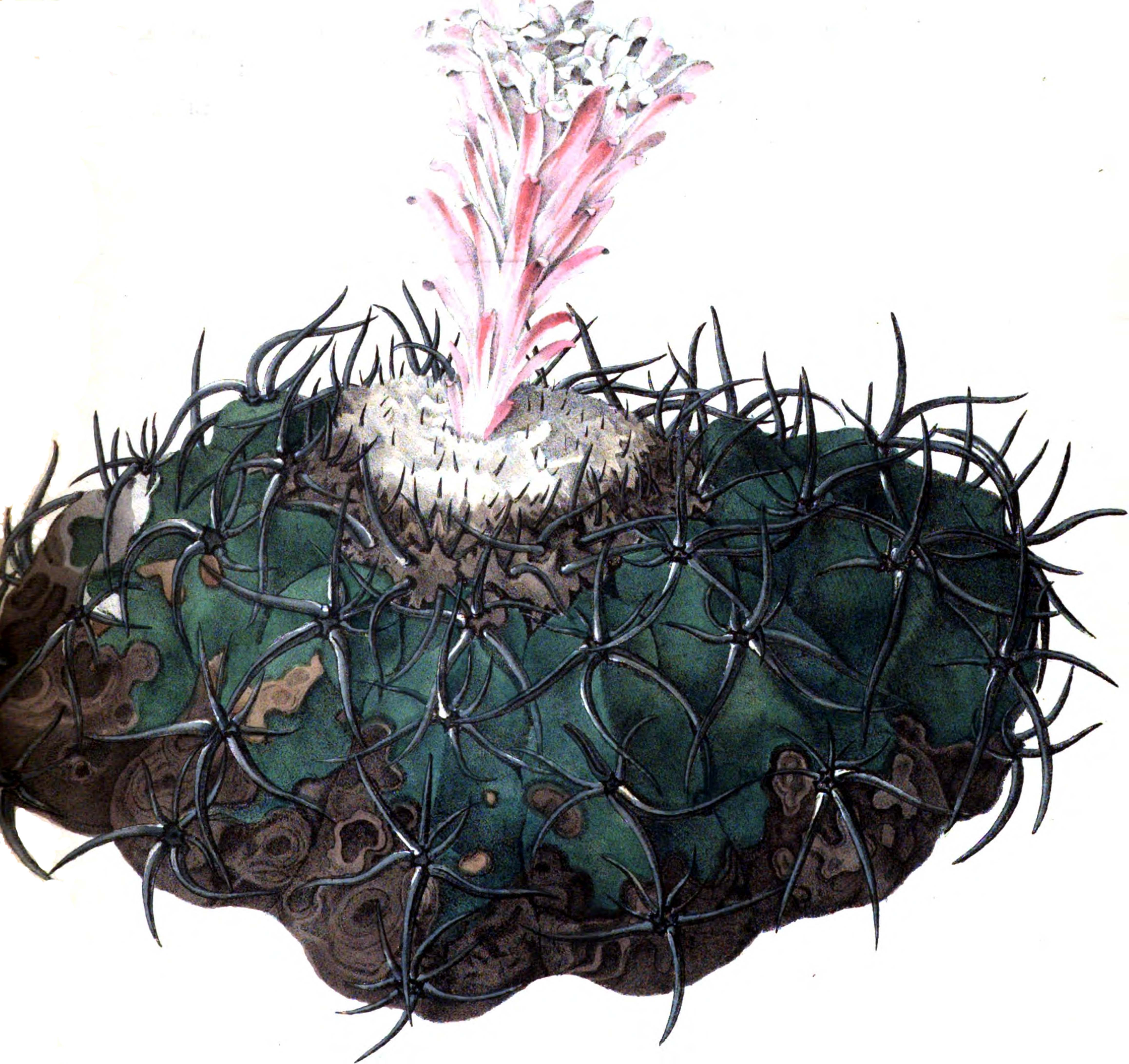
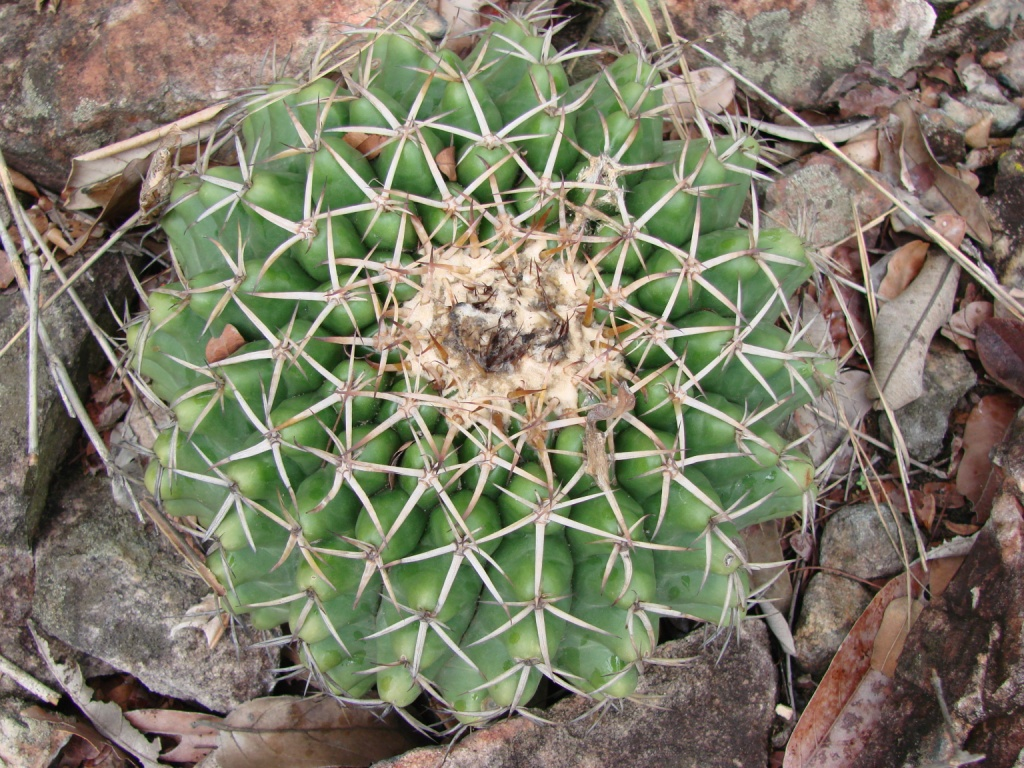